# ددلاين هوليوود
ددلاين هوليوود (بالإنجليزية: Deadline Hollywood)‏ وتسمى أيضاً ددلاين.كوم (بالإنجليزية: Deadline.com)‏ هي مجلة إلكترونية وُجدت بواسطة نيكي فينك في 2006، ويمتلكها جاي بينسك منذ 2009.

## روابط خارجية
- الموقع الرسمي